# Преодолей страх
«Преодолей страх» (исп. Vencer el miedo) — мексиканская теленовелла 2020 года производства продюсера Рози Окампо для телекомпании «Televisa». Это первая постановка франшизы «Vencer». В главных ролях: Паулина Гото, Данило Каррера, Эммануэль Паломарес, Арселия Рамирес, Альберто Эстрелья и Джейд Фрейзер. Премьера состоялась 20 января и завершилась 22 марта 2020 года на канале «Las Estrellas».

## Сюжет
История вращается вокруг четырёх женщин, разного возраста и социальных слоев, которые вынуждены жить вместе под одной крышей. Поначалу сосуществование между ними было сложным и напряженным из-за их разных взглядов на жизнь. Но постепенно сестринство и солидарность преобладают, когда осознается особая связь, существующая между ними: каждый из них пострадала так или иначе.

## В ролях

### Основной состав
- Паулина Гото — Марсела Дюран
- Данило Каррера — Омар Сифуэнтес
- Эммануэль Паломарес — Роммель Гуахардо
- Арселия Рамирес — Инес Дюран
- Альберто Эстрелья — Висенте Дюран
- Джейд Фрейзер — Кристина Дюран

### Вспомогательный состав
- Аксель Рикко — Лоренцо Брачо
- Алехандро Авила — Давид Сифуэнтес
- Пабло Валентин — Тулио Менендес
- Марсело Кордова — Рубен Олива
- Беатрис Морено — Донья Эфигения «Эфи» Крус
- Карлос Бонавидес — отец Антеро
- Габриэла Каррильо — Мару Мендоса
- Мишель Гонсалес — Эльвира Тиноко
- Джеральдин Гальван — Жаклин Монтес
- Николь Вейл — Ребека Родригес
- Энрике Монтаньо — Рафаэль Конти
- Карла Эскивель — Сильвия Муньос
- Юрем Рохас — Хулио Ибарра «Санчо Клос»
- Луис Себальос — Луис Себальос
- Джонатан Бесерра — Эль Йеисон
- Бенг Цзэн — Марко Ариспе «Ля Лиендр»
- Мануэль Кальдерон — Гамалиэль Роблес «Эль Манчадо»
- Эдуардо Фернан — Виктор Перес «Эль Уэсос»
- Аданели Нуньес — Мабель Гарса де Сифуэнтес
- Педро де Тавира — Эулалио Митре
- Эктор Крус Лара — Иван Эусебио
- Бенджамин Ислас
- Алессио Валентини — Яхир Луна
- Ханссель Касильяс — Греньяс Симон Роша
- Валерия Кастильо — Дина Альварес
- Эмилия Берхон — Арели Дюран
- Маргарита Маганья — Магда
- Ариан Пеллисер — Лупе
- Мойзес Арисменди — Фабиан
- Арлетт Пачеко — Кармела
- Сезар Эвора — Орасио Сифуэнтес